# Lchavan
Lchavan (in armeno Լճավան, fino al 1967 Yarpuzlu) è un comune dell'Armenia di 627 abitanti (2009) della provincia di Gegharkunik.